# Hrabstwo Montgomery (Wirginia)

Piramida wieku hrabstwa

Hrabstwo Montgomery – hrabstwo w USA, w stanie Wirginia, według spisu z 2000 roku liczba ludności wynosiła 83629. Siedzibą hrabstwa jest Christiansburg.

## Geografia
Według spisu hrabstwo zajmuje powierzchnię 1005 km², z czego 1002 km² stanowią lądy, a 3 km² – wody.

### Miasta
- Blacksburg
- Christiansburg

### CDP
- Belview
- Elliston
- Lafayette
- Merrimac
- Plum Creek
- Prices Fork
- Riner
- Shawsville